# Borlänge (đô thị)
Đô thị Borlänge (Borlänge kommun) là một đô thị ở hạt Dalarna ở miền trung Thụy Điển, với diện tích 586.4 km². Đô thị này có dân số 47.640 (2007). Thủ phủ là Borlänge.
Đô thị hiện nay được lập năm 1971 khi thành phố Borlänge (được thành lập làm thành phố năm 1944) được hợp nhất với đô thị nông nghiệp Stora Tuna, mà từ đó thành phố này được tách ra năm 1898.

## Cư dân nổi tiếng
- Jussi Björling, tenor
- Lars Frölander, vận động viên bơi lội
- Mando Diao, ban nhạc rock
- Sugarplum Fairy, ban nhạc pop
- Per Fosshaug, vận động viên bóng gậy
- Dozer (ban nhạc), ban nhạc rock stoner
- Erik Eriksson, chủ tịch đầu tiên của Đảng Centre
- Lars Jonsson, cầu thủ hockey
- Sator, ban nhạc rock
- Linda Carlsson, nhạc sĩ (cũng được gọi là Miss Li)

## Giáo dục
- Dalarna University College
- Soltorgsgymnasiet